# لويس عمر
لويس عمر (بالإنجليزية: Lewis Omer)‏ هو مدرب رياضي أمريكي، ولد في 28 أغسطس 1876 في كلايتون في الولايات المتحدة، وتوفي في 3 يناير 1954 في قرطاج في الولايات المتحدة.